# Лековито биље (часопис)
Лековито биље је српски часопис о лековитим својствима биља. Часопис је почео да излази у Новом Саду. Први број је изашао 2006. године, и излази и данас.

## О часопису
Лековито биље је један од најтиражнијих магазина који се бави фитотерапијом. У овом часопису може се сазнати како се помоћу биља могу ублажити здравствене тегобе и поспешити излечења, а читаоцима се нуде рецепти за припрему лековитих чајева, мелема и купки.

### Уредништво  и издавачи
- Главни и одговорни уредници, од бр. 66 (2012)је  Дијана Шкорић, а  од бр. 103 (2015) је Ранка Булатовић.[3]
- Издавач од бр. 66 (2012) је  Color Media Special, Нови Сад, а од бр. 90 (2014) Color Press Group, Нови Сад; од јула 2017. је Color Media International, Нови Сад[3]

## Периодичност излажења
Часопис излази месечно, сваког 25. у месецу.

## Место и штампарија
Часопис се штампа у Новом Саду, у Штампарији Color Print.